# 比亞河
比亞河（羅馬化：reka Biya；阿爾泰語：，羅馬化：Biy suu；卫拉特语：ᡋᡅᡅ
ᡎᡆᠯ）原名阿勒坦河、阿爾泰河，是俄羅斯阿爾泰邊疆區的河流，長度為301公里，集水區的面積是37,000平方公里，源自捷列茨科耶湖，跟卡通河匯合形成鄂畢河。
比亞河在11月中至12月初結冰（有些部分終年結冰），在約4月中融冰，船隻可從海口駛往比斯克鎮。